# Alfredo Hernández Pimentel
El General de División Alfredo Hernández Pimentel es un militar mexicano. Nació en Tangamandapio, Michoacán el 25 de marzo de 1937. Inició su carrera militar como cadete en el Heroico Colegio Militar el 1 de enero de 1954, egresando como subteniente de infantería el 31 de enero de 1957. En febrero de 1966 causó alta en el cuerpo de guardias presidenciales, ascendiendo a capitán primero el 20 de noviembre, a mayor el 20 de noviembre de 1969, a teniente coronel el 20 de noviembre de 1973 y a coronel el 20 de noviembre de 1977. Asumió el mando del 18 Batallón de infantería el 1 de enero de 1978. En 1983 fue ascendido a gral. brigadier, siendo nombrado titular de la dirección general del registro federal de armas de fuego y explosivos el 1 de mayo de 1984. Fue agregado militar mexicano en la URSS, en la República Democrática Alemana, en Polonia y en Rumania, con sede en la ciudad de Moscú. En mayo de 1988 fue nombrado comandante de la fuerza contra el narcotráfico en los estados de Chihuahua, Sonora y Sinaloa; y en octubre de ese año fue comandante de la guarnición en Matamoros, Tamaulipas. 
Fue nombrado el 16 de septiembre de 1989, director de la escuela superior de guerra, ascendiendo a general de brigada. Fue comandante de la 8/a. Zona Militar de 1991 a 1993, cuando fue nombrado subdirector general de educación militar, y luego jefe del agrupamiento logístico en Tuxtla Gutiérrez, Chiapas, en 1994, luego del Levantamiento zapatista del EZLN. El 20 de noviembre de 1995 fue nombrado general de División. El 31 de marzo de 2000 fue nombrado subsecretario de la defensa nacional y luego director general del ISSFAM. Paso a situación de retiro el 1 de abril del 2002.